# منتخب غينيا لكرة القدم
منتخب غينيا لكرة القدم (بالفرنسية: Équipe de football du Guinée)‏ الملقب بفريق الأفيال الوطنية (باللغة المحلية Syli nationale) هو المنتخب القومي لدولة غينيا ويديره اتحاد غينيا لكرة القدم. لم يشارك الفريق في نهائيات كأس العالم، وأفضل نتيجة له في بطولة كأس الأمم الأفريقية كانت في سنة 1976 عندما حصل على لقب الوصيف.

## كأس العالم

### سجل المشاركة فيكأس العالم لكرة القدم
- 1930 : غير مسجل
- 1934 : غير مسجل
- 1938 : غير مسجل
- 1950 : غير مسجل
- 1954 : غير مسجل
- 1958 : غير مسجل
- 1962 : غير مسجل
- 1966 : انسحاب
- 1970 : غير مسجل
- 1974 : الدوري التمهيدي
- 1978 : الدوري التمهيدي
- 1982 : الدوري التمهيدي
- 1986 : الدوري التمهيدي
- 1990 : الدوري التمهيدي
- 1994 : الدوري التمهيدي
- 1998 : الدوري التمهيدي
- 2002 : أقصته الفيفا
- 2006 : الدوري التمهيدي
- 2018: لم يتأهل

## كأس الأمم الأفريقية
الانتصار الأكبر لمنتخب غينيا في كأس الأمم الأفريقية كان في بطولة 1976 (إثيوبيا) حيث وصل إلى مباراة النهائي أمام المغرب لكن خسرها. وفي الألفية الجديدة وصل إلى المركز السادس في دوري الثمانية في بطولة 2006 (مصر). والمرة الأولى التي ستستضيف فيها غينيا البطولة هي كأس الأمم الأفريقية 2025. و كان ذلك قبل أن يقرر الاتحاد الإفريقي سحب التنظيم من غينيا نظرا لعدم استعداد البنية التحتية بغينيا لاستضافة البطولة.

### سجل المشاركة
- 1957 : غير مسجل
- 1959 : غير مسجل
- 1962 : غير مسجل
- 1963 : مقصى
- 1965 : الدوري التمهيدي
- 1968 : الدوري التمهيدي
- 1970 : الدور الأول
- 1972 : الدوري التمهيدي
- 1974 : الدور الأول
- 1976 : الدور الثاني
- 1978 : الدوري التمهيدي
- 1980 : الدور الأول
- 1982 : الدوري التمهيدي
- 1984 : الدوري التمهيدي
- 1986 : الدوري التمهيدي
- 1988 : الدوري التمهيدي
- 1990 : الدوري التمهيدي
- 1992 : الدوري التمهيدي
- 1994 : الدور الأول
- 1996 : الدوري التمهيدي
- 1998 : الدور الأول
- 2000 : الدوري التمهيدي
- 2002 : مقصى
- 2004 : ربع نهائي
- 2006 : ربع نهائي
- 2008 : ربع نهائي
- 2010 : الدوري التمهيدي
- 2012 : الدور الأول
- 2013 : الدوري التمهيدي
- 2015 : ربع النهائي
- 2017 : الدوري التمهيدي

## وصلات خارجية
- الموقع الرسمي للمنتخب
- قائمة بيانات المنتخب من الموقع الرسمي للفيفا باللغة العربية

## هوامش
1. ↑  "The FIFA/Coca-Cola World Ranking". FIFA. 18 يوليو 2024. اطلع عليه بتاريخ 2024-07-18.
2. ↑  "Caf president Ahmad reassures Guinea over 2023 hosting". BBC Sport (بالإنجليزية البريطانية). 7 Nov 2017. Archived from the original on 2018-08-29. Retrieved 2018-08-29.
3. ↑  عادل هيبة (1 أكتوبر 2022). ""كاف" يسحب تنظيم كأس أمم إفريقيا 2025 من غينيا". الكاس (قنوات الكاس الرياضية). مؤرشف من الأصل في 2023-04-10. اطلع عليه بتاريخ 2023-04-10. {{استشهاد ويب}}: |archive-date= / |archive-url= timestamp mismatch (مساعدة)